# Samsung Omnia W
Samsung Omnia Wonder, è uno smartphone prodotto da Samsung uscito nel 2011 basato inizialmente su Windows Phone 7.5, ma poi aggiornato alla versione 7.8.
Nel dicembre del 2012, infatti, Samsung aveva annunciato l'aggiornamento del sistema a Windows Phone 7.8.

## Caratteristiche tecniche
Omnia W è un modello accessibile a tutti che non rinuncia a potenza e versatilità. Il processore è da 1,4 GHz, è presente il GPS integrato, molte applicazioni sono preinstallate e supporta le connessioni, wireless e non, indispensabili per un terminale mobile, come Wi-Fi b/g/n, Bluetooth, 3G ed USB 2.0. La tecnologia HSUPA e HSDPA forniscono una velocità di trasmissione dei dati fino a 5.76 Mbit/s in upload e di 14.4 Mbit/s in download, sufficienti per la gestione di grandi volumi di dati.
L'ampio display da 3,7 pollici Multi-Touch con 16 Milioni di colori e 800x480 pixel di risoluzione è basato sulla tecnologia Super AMOLED, permette una buona luminosità e consumi ridotti ed anche una minor sensibilità ai riflessi rispetto agli schermi tradizionali.
La risoluzione del pannello è studiata per migliorare la leggibilità dei testi, la riproduzione delle immagini riprese con la fotocamera integrata da 5 Megapixel con Autofocus e Flash LED e il dettaglio dei videoclip registrati in HD (720@30fps), oltre che i video delle videochiamate grazie alla fotocamera frontale.
Il tutto è abbinato al Windows Phone 7.5, successivamente aggiornato alla versione 7.8.